# 4867 Polites
4867 Polites è un asteroide troiano di Giove del campo troiano. Scoperto nel 1989, presenta un'orbita caratterizzata da un semiasse maggiore pari a 5,1620721 UA e da un'eccentricità di 0,0173209, inclinata di 27,16651° rispetto all'eclittica.
L'asteroide è dedicato a Polite, un figlio di Priamo.